# Roger Cicero
Roger Cicero, né le 6 juillet 1970 à Berlin et mort le 24 mars 2016 à Hambourg d'une attaque cérébrale, est un chanteur de jazz allemand d'origine roumaine. Il représente l'Allemagne au Concours Eurovision de la chanson 2007 avec la chanson Frauen regier’n die Welt (Les femmes régissent le monde).
En 2010, il enregistre If I Could Wrap Up a Kiss avec Silje Nergaard.
Il est le fils de Eugen Cicero Pianiste et interprète roumain de jazz.